# اندیس داشتو
داشتو یک اندیس فلزی است که در حوالی شهر حسن لنگی استان هرمزگان قرار دارد و مادهٔ معدنی موجود در آن، مس است.  